# 메신저 (우주선)

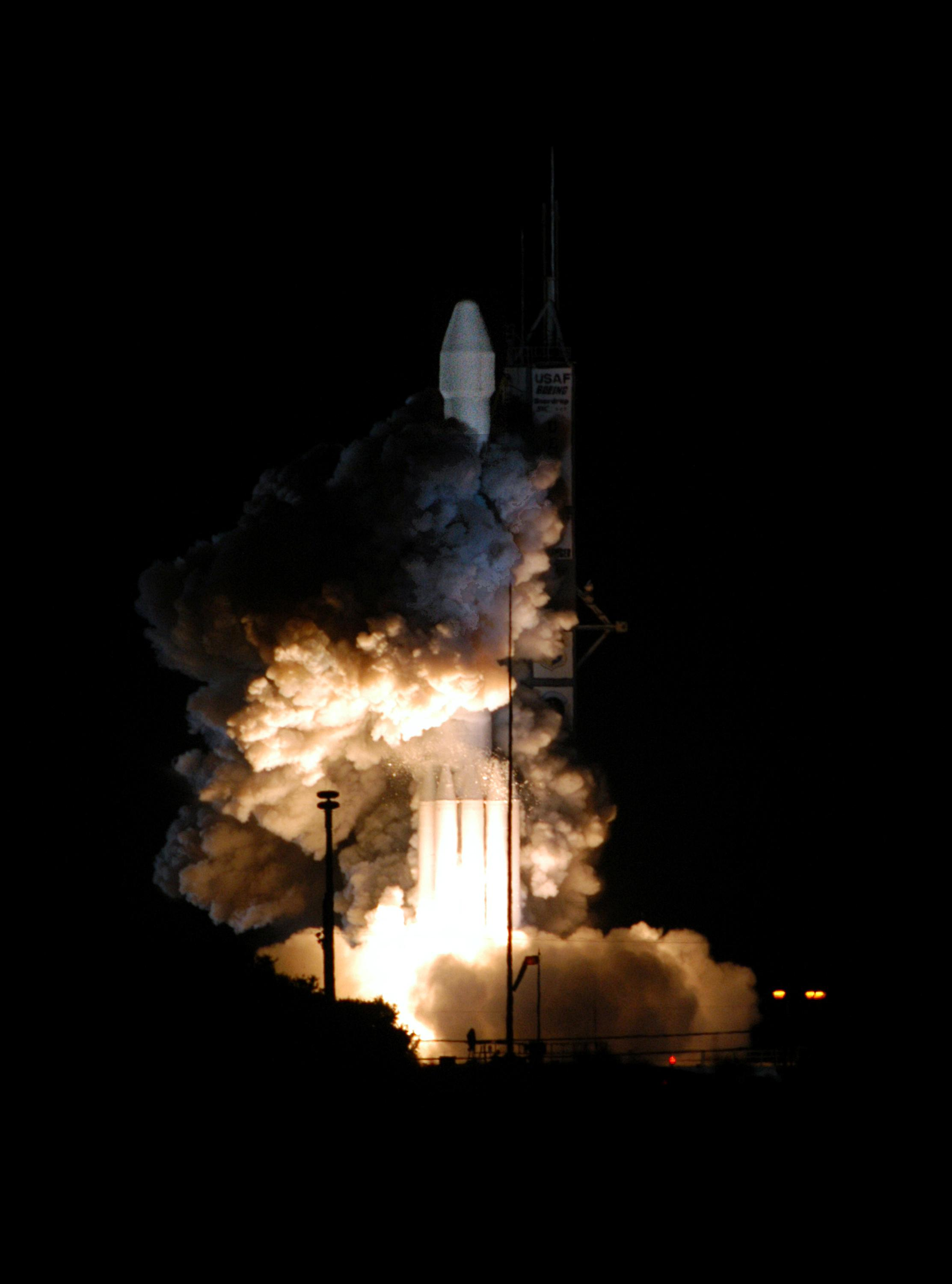
메신저의 발사 장면

메신저(MESSENGER: MErcury Surface, Space ENvironment, GEochemistry and Ranging)는 미국 항공우주국의 우주 탐사선이다. 수성 궤도에서 수성의 특성과 환경을 조사하기 위해 2004년 8월 3일 발사되었다. 특히, 수성 지면의 화학조성과 지사, 자기장의 성질, 핵의 크기와 상태, 극점의 휘발성 인벤토리(volatile inventory), 그리고 수성의 외기권과 자기권 등에 대한 특성을 1년 동안 수 차례의 임무를 통해 파악하는 것이 목적이다.
메신저 호는 지구 궤도에서 벗어난 후, 금성에서 스윙바이를 실행하여 가속하였고 2011년에 성공적으로 수성 궤도에 진입하였다.
수성 궤도 진입 후 약 4년간 수성을 4104번 돌면서 무려 10TB 용량의 40만 장 정도의 수성 사진을 지구로 전송했다. 또한 과거 매리너 10호가 완성하지 못한 수성의 지도를 마무리지었고 온도가 300도까지 상승하는 수성의 환경 속의 영구 그늘 지역에서 얼음을 발견하고 수성에서 탄소 같은 유기물을 발견하는 등 여러 과학적 쾌거를 이루어 냈을 뿐만 아니라 별로 관심을 받지 못한 수성을 "매력적인 행성"으로 탈바꿈시켜 주었다.
그 후, 2015년에 연료가 소진되면서 더 이상 궤도유지가 불가능하게 되자, 수성 충돌 궤도에 돌입했고 결국 2015년 4월 30일에 수성 표면에 충돌함으로써 임무를 마무리 지었다.
이 때, 메신저 호는 약 4m/s의 속도로 수성과 충돌하면서 지름 16m 정도의 충돌구를 남겼는데 이는 "메신저 충돌구"라고 명명되었으며 인류가 수성에 남긴 최초의 흔적이다. 이후 2018년 10월 20일에 발사한 베피콜롬보 수성 탐사선(BepiColombo)이 성공적으로 2025년 12월, 수성 궤도에 진입하면 이 메신저 충돌구를 근접 관찰할 수 있게 된다.

## 같이 보기
- 수성 탐사
- 매리너 계획